# Nevados de Payachatas
Il Nevado de Payachata (in aymara: payachata, "gemelli") è un complesso di due vulcani attivi, composti dal Parinacota e dal Pomerape, situati sulla frontiera che divide Bolivia e Cile. Entrambi sono alti circa 6.000 m. Si trovano nei Parco nazionale Sajama, in Bolivia, e Parco nazionale Lauca, in Cile.